# Dollar du Zimbabwe

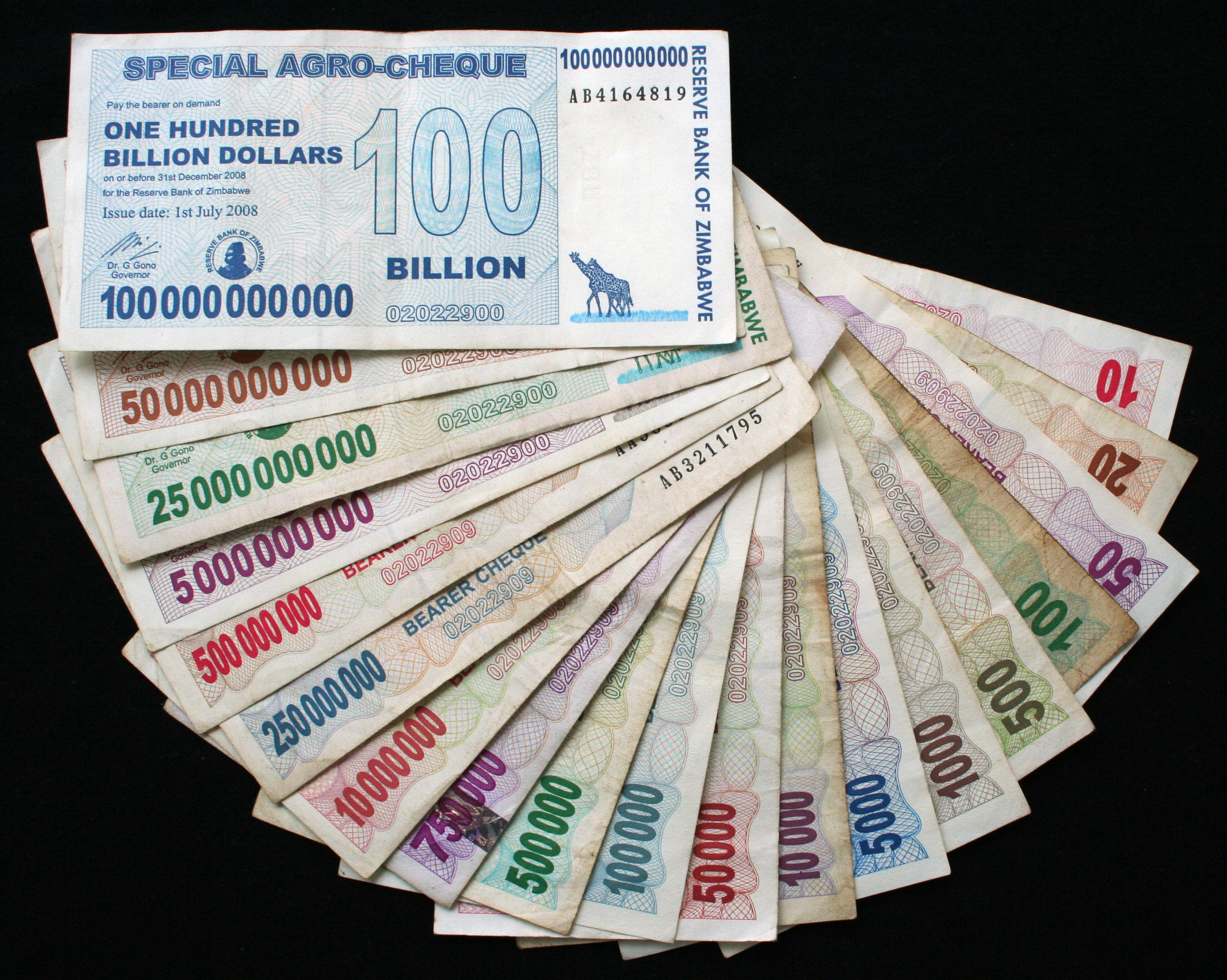
Un échantillon de billets de banque zimbabwéens imprimé entre juillet 2007 et juillet 2008, qui n'ont depuis plus cours, illustre l'important taux d'inflation du pays.

Le dollar du Zimbabwe est l'ancienne devise officielle du Zimbabwe de 1980 à 2009. Il a succédé au dollar de Rhodésie. Il était divisé en cent cents. Il a été remplacé par le dollar RTGS en février 2019.

## Hyperinflation
Au 23 novembre 2008, 1 USD équivaut à 480,541 dollars zimbabwéens au taux officiel.
Le dollar du Zimbabwe connaît une hyperinflation. L'inflation en taux annuel atteint 2,2 millions pour cent en juillet 2008 et continue à augmenter,.
En janvier 2009, des billets de cent mille milliards de dollars zimbabwéens (1014 $) ont été mis en circulation.
En 2009, c'est la plus faible monnaie frappée au monde, notamment à cause de la politique économique de Mugabe. Le dollar zimbabwéen est plus faible que l'afghani et que le dinar serbe.
Finalement, en avril 2009, le gouvernement décide d'abandonner, initialement pour au moins un an, le dollar zimbabwéen au profit des monnaies étrangères. Au début de 2015, le dollar zimbabwéen est toujours inutilisé, au profit d'un panier de monnaies, à savoir le dollar américain, le dollar australien, la livre sterling, l'euro, la roupie indienne, le pula du Botswana, le rand sud-africain, le yuan chinois. À partir de 2014, le Zimbabwe frappe même des pièces en dollars américains (valables seulement au Zimbabwe). Puis en novembre 2016, de nouveaux billets de dollars du Zimbabwe, indexés sur le dollar américain, sont émis.
En février 2019, la parité fixe avec le dollar est supprimée et cette monnaie prend le nom de dollar RTGS (real time gross settlement, « règlement brut en temps réel »). Début février 2021, un euro valait 389 dollars RTGS.

## Pièces
1, 5, 10, 20 et 50 cents, 1 dollar.

## Billets de banque
1, 5, 10 et 50 ¢, 1, 2, 5, 10, 20, 50, 100, 500, 1 000, 5 000, 10 000, 20 000, 50 000, 100 000, 200 000, 250 000, 500 000, 750 000, 1 000 000, 5 000 000, 10 000 000, 25 000 000, 50 000 000, 100 000 000, 200 000 000, 250 000 000, 500 000 000, 1 000 000 000, 5 000 000 000, 10 000 000 000, 20 000 000 000, 25 000 000 000, 50 000 000 000, 100 000 000 000, 10 000 000 000 000, 20 000 000 000 000, 50 000 000 000 000 et 100 000 000 000 000 $.